# Ptychostomum pseudotriquetrum
Ptychostomum pseudotriquetrum (Hedw.) J.R. Spence & H.P. Ramsay ex Holyoak & N. Pedersen, 2007 è un muschio della famiglia Bryaceae con distribuzione cosmopolita.

## Descrizione
É un muschio acrocarpo, con fusti che possono essere lunghi anche parecchi cm, di colore dal verde al rosso-brunastro, ricoperti nelle parti inferiori da una rete rosso-brunastra di rizoidi.

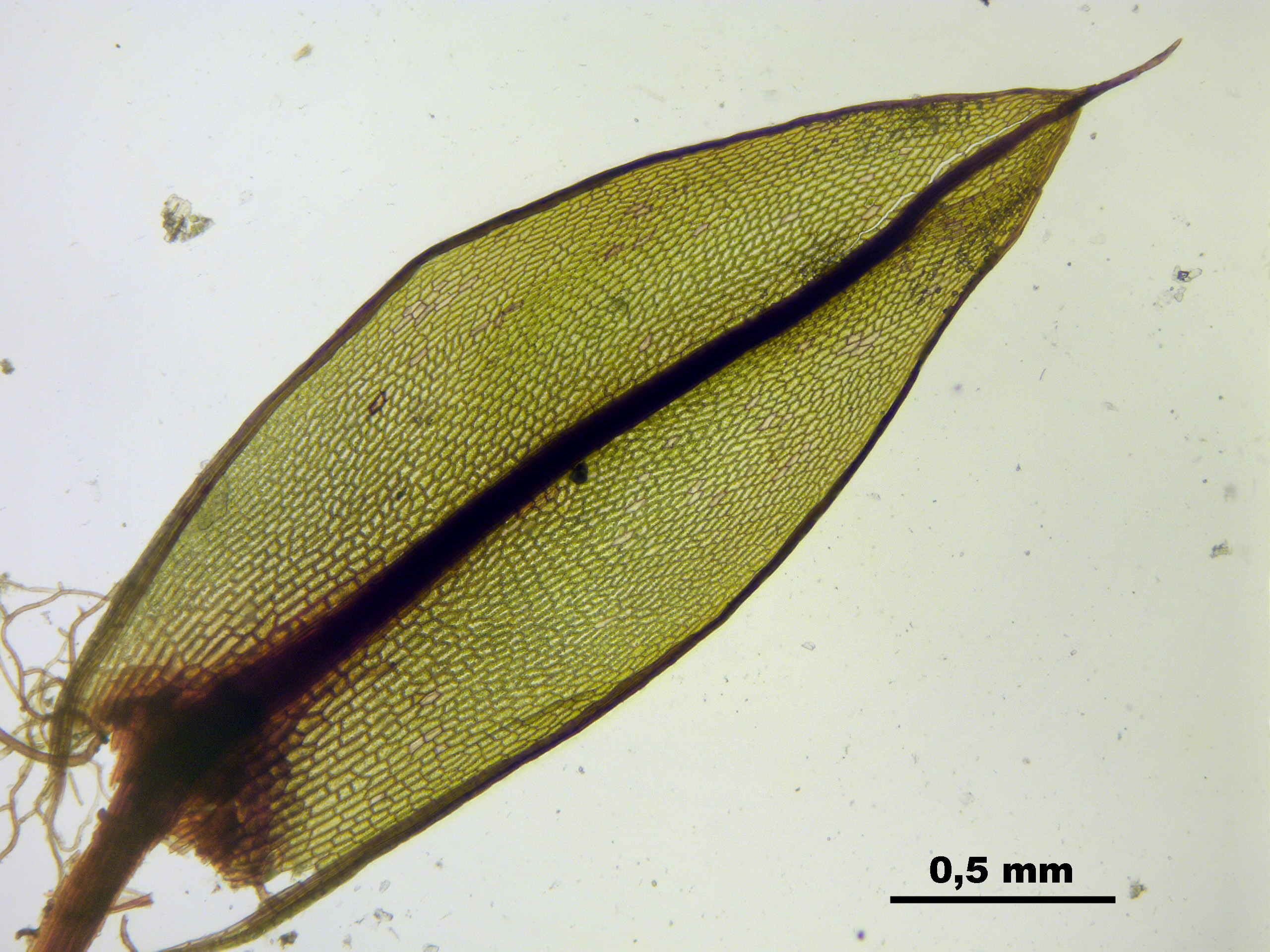
Foglia

Le foglie, giallo-verdastre, da oblungo-lanceolate a ovato-lanceolate, sono lunghe 2–5 mm e hanno un sottile bordo rossastro e una sviluppata nervatura centrale, leggermente excorrente. Sono contorte quando sono asciutte, erette e allargate quando umide. La base foliare avvolge in genere parzialmente il fusto, sebbene questo carattere possa essere appena accennato.

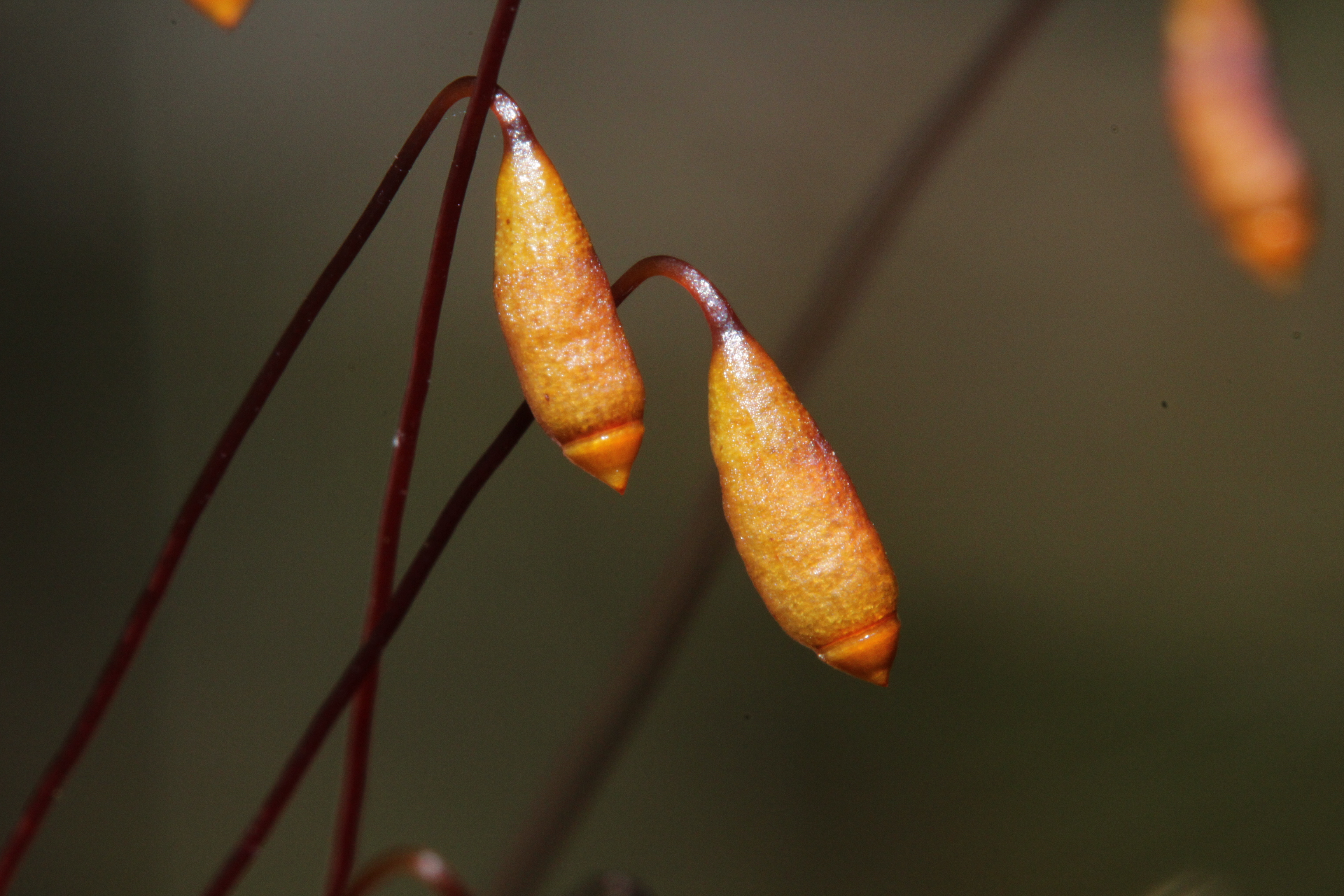
Capsule

Le capsule, pendule o inclinate, lunghe 2,5–4 mm, di forma da cilindrica a clavata, sono rette da una seta lunga 2–3 cm; l'opercolo è conico, lungo 0,5–0,8 mm; il peristoma è composto da un esostoma dentato di colore dal giallo al bruno e da un endostoma ialino giallastro.
Le spore hanno un diametro di 12–20 µm.

Immagini al microscopio ottico
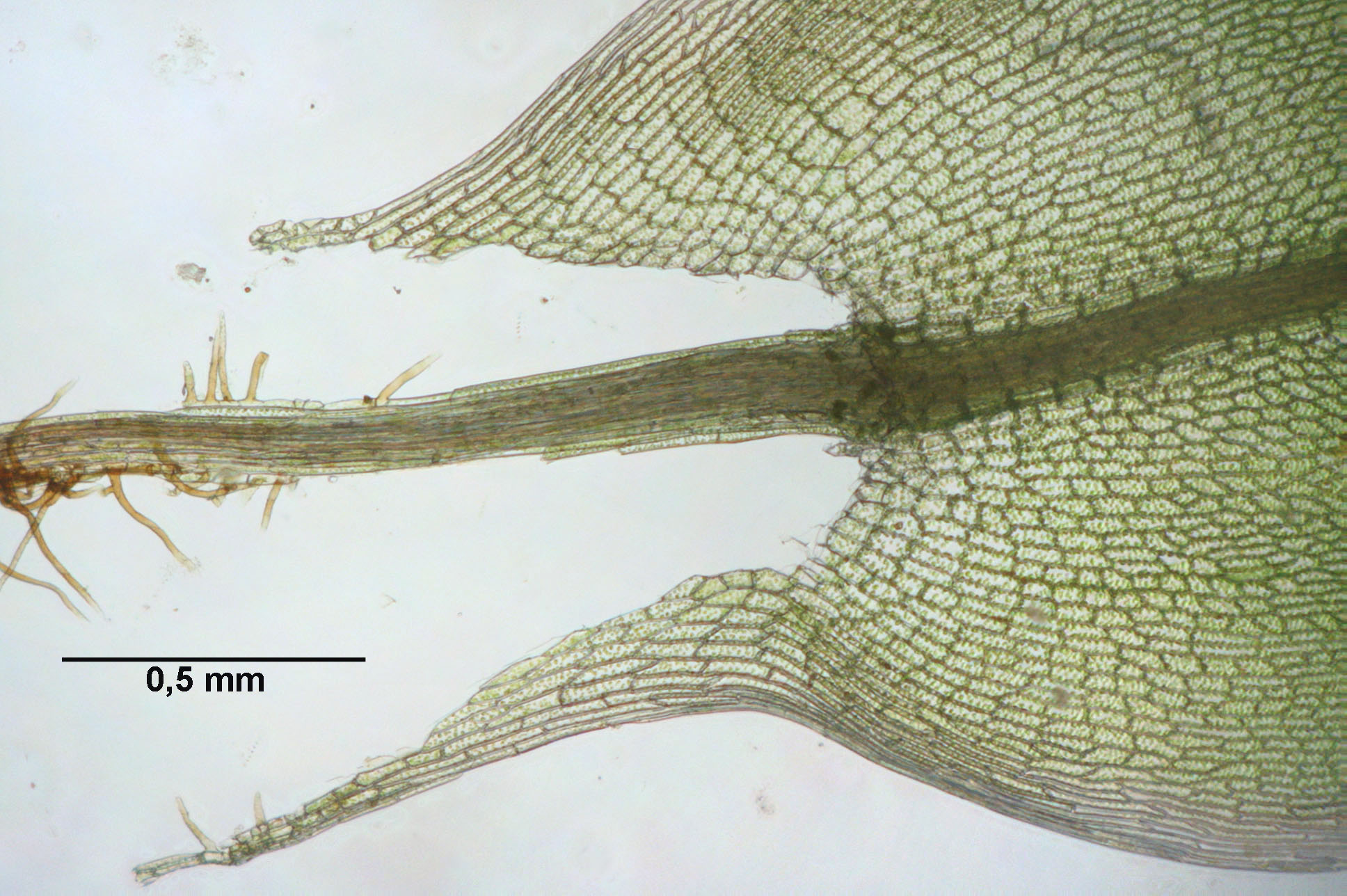
Base foliare
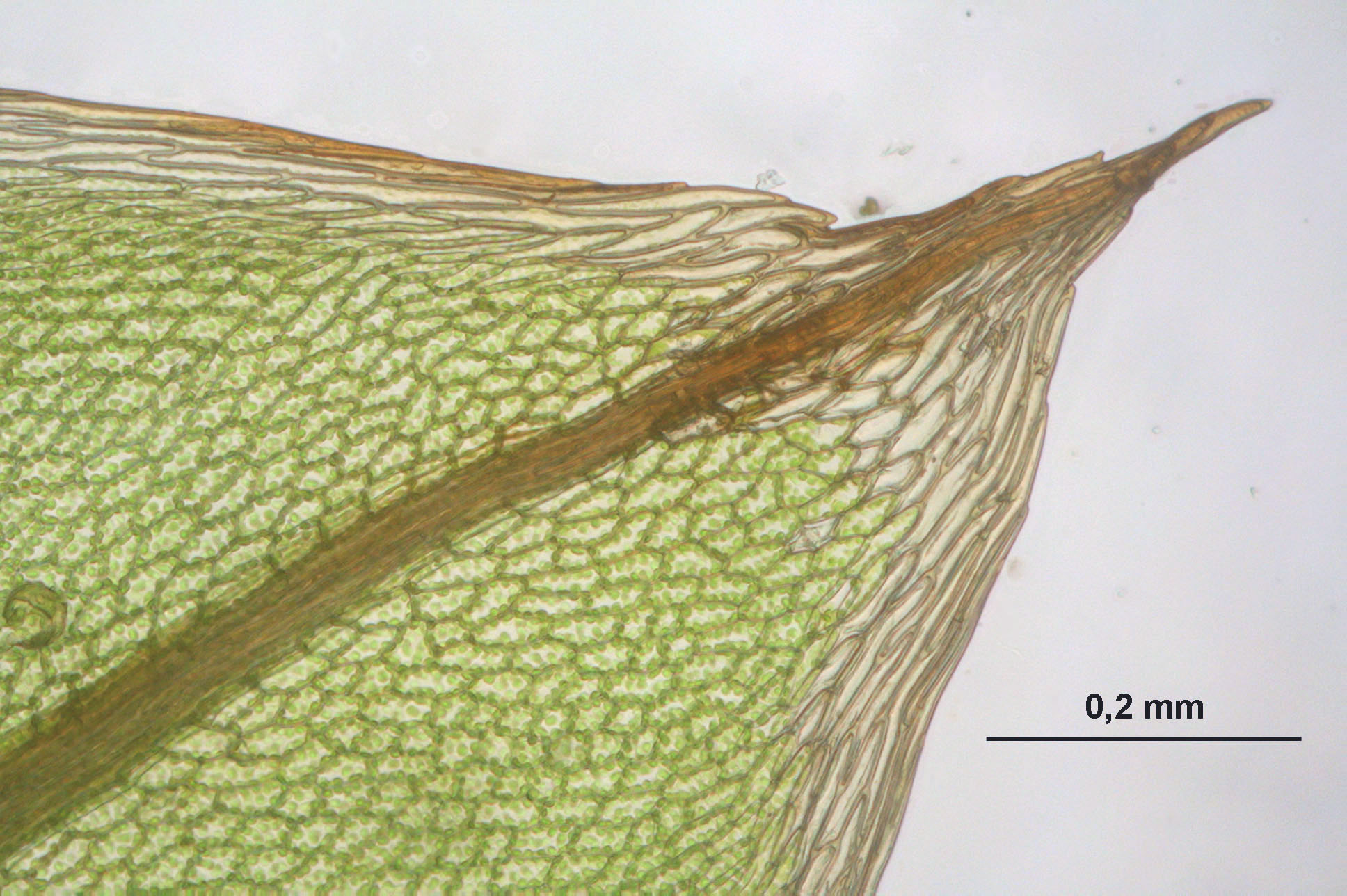
Apice
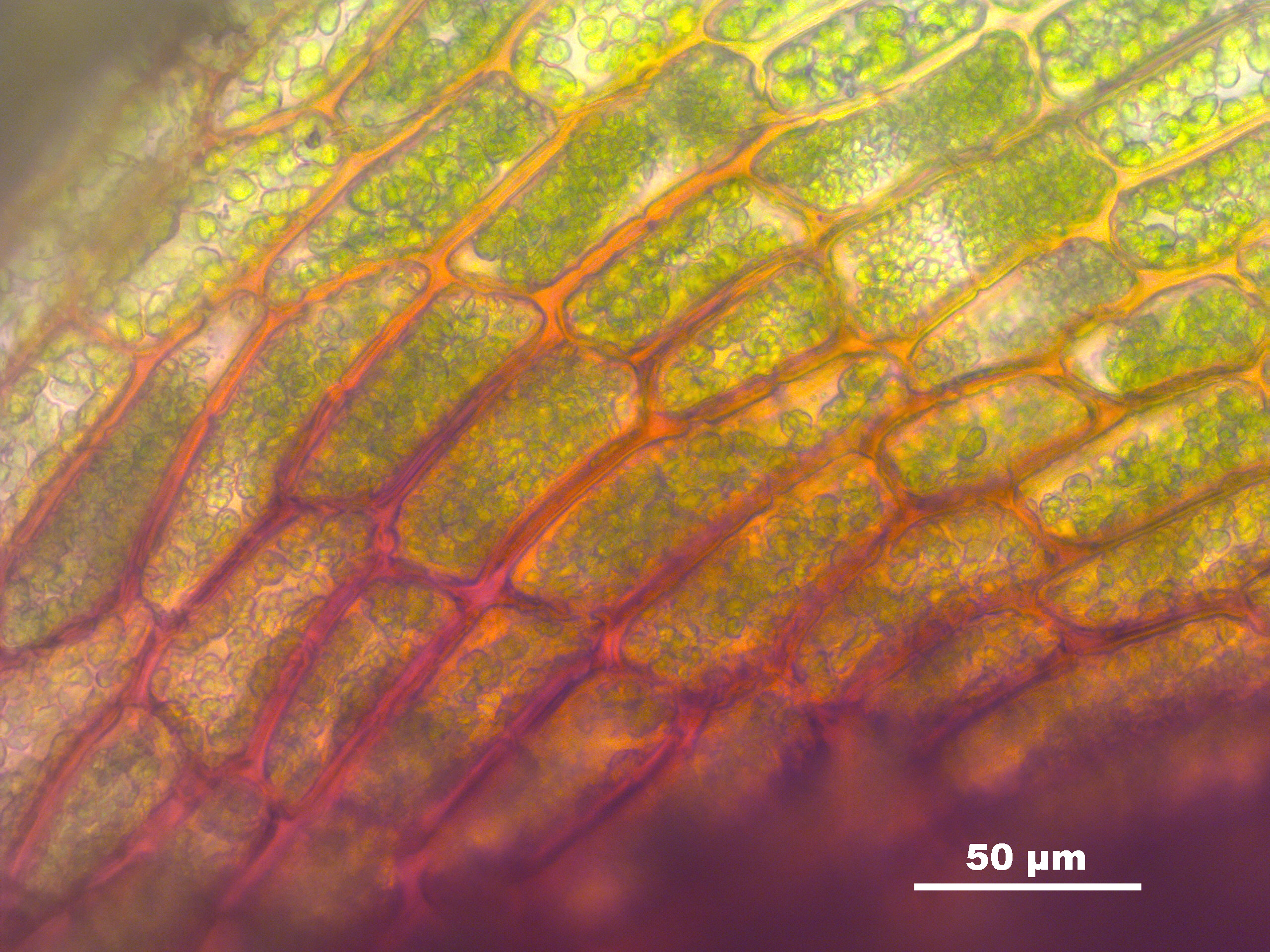
Cellule della base foliare

## Distribuzione e habitat
La specie è presente in tutti i continenti compresa l'Antartide.